# MÁV 494
A MÁV 494 sorozat egy keskenynyomtávú szertartályosgőzmozdony-sorozat volt a MÁV-nál.
Összesen nyolc mozdonyt tartozott a sorozatba. A mozdonyokat a Krauss (1), Krauss/Linz (4), Orenstein&Koppel (3) mozdonygyárak gyártották. A főbb műszaki paraméterek a táblázatban láthatóak.
A mozdonyok különböző iparvállalatoktól kerültek a MÁV állományába, néhányuk a második világháborút követően külföldre került, a többi a MÁV keskenynyomtávú vonalain közlekedett. A sorozathoz tartozó mozdonyokkal megegyezőek gyakoriak voltak iparvállalatok, gazdasági vasutak vonalain is.